# Laaer Klafter
Laaer Klafter ist eine unbewohnte Katastralgemeinde der Gemeinde Laa an der Thaya im Bezirk Mistelbach in Niederösterreich.
Die Katastralgemeinde befindet sich nordwestlich von Laa an der Thaya und nördlich des Blaustaudenhofes.
Bei der Katastralgemeinde handelt es sich um die Ländereien mehrerer Gutshöfe; Das Gebiet wird weitgehend landwirtschaftlich genutzt.